# Jean-Baptiste Chaigneau
Pour les articles homonymes, voir Chaigneau.
Jean-Baptiste Chaigneau est un marin, aventurier et diplomate français, né le 8 août 1769 à Lorient où il est mort le 31 janvier 1832. Il fut consul de France dans l'empire d'Annam.

## Biographie
Il est le fils d'Alexandre Georges Chaigneau, capitaine de vaisseaux de la Compagnie des Indes, et de Bonne-Jaquette Perault, elle-même fille d'Étienne Perault, maire de Lorient.
Naviguant depuis l'âge de 12 ans, les hasards de la lutte contre les Anglais dans l'océan Indien l'amènent à Macao, puis à entrer à 25 ans avec d'autres Français (Godefroy de Forçanz, , Philippe Vannier et Jean-Marie Dayot) au service du prince Nguyên Anh (futur empereur Gia Long) sur la recommandation de Mgr Pigneau de Behaine, à participer à son retour comme roi de Cochinchine, puis empereur d'Annam. Quelques années plus tard, celui-ci le fit successivement général de l'armée du Nord, marquis de Thang-Duc, ministre la Marine et « grand mandarin », ayant — durant vingt-cinq années — en particulier fondé et développé une flotte de type occidental.
Il dispose d'une escorte personnelle de cinquante soldats en tant que grand mandarin.
Il se marie avec une Annamite catholique Ho Thi Hue, d'une famille de mandarins, dont il a plusieurs enfants, parmi lesquels Michel qui joue un rôle plus tard avec l'ambassade de Phan Thanh Giản en France, en 1863 ; et Jean qui devient plus tard secrétaire général de la ville de Rennes.
Jean-Baptiste Chaigneau repart en 1819 pour la France où il reçoit sa nomination de consul de France à la cour de Hué. De retour par le Larose avec son neveu Eugène à la cour d'Annam en 1821, sa proposition de traité de coopération et de commerce avec la France de Louis XVIII est refusée par le nouvel empereur Minh Mạng, hostile à l'ouverture de son pays aux étrangers. Il est reçu froidement par la cour et finalement, en septembre 1824, l'empereur lui laisse le choix entre le suicide ou le retour en France.
Il repart dépité avec sa nouvelle épouse, Hélène (1800-1853), fille de son compagnon d'infortune, Laurent Estienne Barisy, officier de marine originaire de l'île de Groix, mort à Hué, et d'une mère vietnamienne inconnue. Ils arrivent par Singapour à bord du Courrier-de-la-Paix à Bordeaux, le 6 septembre 1825, puis se rendent en Bretagne.
Il avait été nommé chevalier de la Légion d'honneur le 26 août 1818 puis de l'ordre de Saint-Louis le 14 juillet 1820. Il est enterré à Lorient au cimetière de Carnel.
Michel Chaigneau, son fils, a publié en 1867 : Souvenirs de Hué.

## Hommage
Une rue de Lorient porte son nom.